# Кусько Галина Дмитрівна
Галина Дмитрівна Кусько́ (нар. 13 серпня 1959, Львів) — українська майстриня художнього текстилю, мистецтвознавець і педагог, кандидат мистецтвознавства з 1988 року; член Спілки радянських художників України з 1990 року. Дружина художника Сергія Бабкова.

## Біографія
Народилася 13 серпня 1959 року в місті Львові (нині Україна). Дочка мовознавця Катерини Кусько. 1981 року закінчила Львівський інститут прикладного та декоративного мистецтва, де навчалася у Ігоря Бондара, Володимира Овсійчука, Юрія Скандакова, Єлизавети Фащенко, Марти Токар, Сергія Бабкова. Дипломна робота — гобелен «Першодрукарі» (керівник Сергій Бабков; виконаний на Глинянській фабриці художніх виробів «Перемога», зараз робота знаходиться в Музеї мистецтва давньої української книги у Львові).
Після здобуття фахової освіти працює у Львівському інституті прикладного та декоративного мистецтва. З 1983 року — аспірантка Інституту мистецтвознавства, фольклору та етнографії імені Максима Рильського АН УССР. Досліджувала становлення та розвиток українського радянського гобелену. У 1987 році успішно захистила кандидатську дисертацію. З 1991 року — доцент кафедри художнього текстилю Львівської національної академії мистецтв; протягом 2002—2013 років — вчений секретар спеціалізованої вченої ради Львівської національної академії мистецтв по захисту кандидатських та докторських дисертацій; з 2015 року — декан факультету декоративно-прикладного мистецтва. Живе у Львові в будинку на вулиці Йосифа Сліпого, № 3 а.

## Творчість
Працює в галузі декоративно-ужиткового мистецтва (художній текстиль) і станкового живопису. Серед робіт:
- театральна завіса «Ранок» (1989; Перший український театр для дітей та юнацтва, Львів);
- декоративна композиція «Уламок старовинного міфу» (2000);

гобелени
- «Першодрукарі» (1981);
- «Золота осінь» (1983; Будинок культури міста Чорткова);
- «Моя щедра земля» (1984);
- «Місячна ніч» (1990);
- «Морські сонети» (1995, у співавторстві);
- «Політ метелика» (1998);
- «Мовчання» (2001; 2-а премія Всеукраїнської виставки «Текстильний шал», Львів, 2001);
- «Спогад про минуле» (2002);
- «Сонце, море, пісок» (2006);
- «Захід сонця» (2010);

живопис
- «Натюрморт із мушлею» (1983);
- «Риби» (1999);
- «Донька» (2012).

Бере участь в обласних, всеукраїнських, міжнародних митецьких виставках з 1984 року.
Окремі роботи зберігаються у Львівській галереї мистецтв, Музеї ремесел у місті Кросно (Польща), приватних колекціях в Україні та США.

## Науковий доробок
Авторка дослідження «Становлення та розвиток українського радянського гобелена (досвід історико-теоретичного висвітлення проблеми)» (Львів, 1987), а також статей:
- «Гобелен в інтер'єрі» / «Образотворче мистецтво»,. 1986, № 1;
- «Гобелен на білій стіні» / «Жовтень», 1986, № 10;
- «Біля джерел українського гобелена» / «Жовтень», 1986, № 11;
- «Масштаби текстилю малих форм» / «Образотворче мистецтво», 1989, № 3;
- «Новий текстиль: виникнення, поступ і контури явища» / «Мистецькі студії», 1993, № 2–3;
- «Колесо легенд Прокопа Колісника» / «Образотворче мистецтво», 1997, № 1;
- «Любов і біль (пам'яті Сергія Бабкова)» / «Вісник Львівської національної академії мистецтв», 2004, № 4;
- «Парадокси і знахідки „Текстильного шалу“» / наукова збірка «Міст», 2005, № 2;
- «Кафедра художнього текстилю Львівської національної академії мистецтв: становлення, розвиток, потенціал» / «Вісник Львівської національної академії мистецтв», 2006, № 17;
- «Монументально-декоративна творчість та педагогічна діяльність Сергія Бабкова» / «Вісник Львівської національної академії мистецтв», 2007, спецвипуск ІV;
- «Сучасний український текстиль: Еволюція, досвід, перспективи» / «Студії мистецтвознавчі», 2009, № 1;

Упорядкувала каталог 1-ї республіканської виставки текстилю малих форм (Львів, 1991).
Авторка статей до Енциклопедії сучасної України.